# Distrito electoral de Wine Hill (Illinois)
Wine Hill (en inglés: Wine Hill Precinct) es un distrito electoral ubicado en el condado de Randolph en el estado estadounidense de Illinois. En el Censo de 2010 tenía una población de 435 habitantes y una densidad poblacional de 6,09 personas por km².

## Geografía
Wine Hill se encuentra ubicado en las coordenadas 37°56′00″N 89°39′16″O / 37.93333, -89.65444. Según la Oficina del Censo de los Estados Unidos, Wine Hill tiene una superficie total de 71.38 km², de la cual 71.25 km² corresponden a tierra firme y (0.19%) 0.13 km² es agua.

## Demografía
Según el censo de 2010, había 435 personas residiendo en Wine Hill. La densidad de población era de 6,09 hab./km². De los 435 habitantes, Wine Hill estaba compuesto por el 99.77% blancos, el 0% eran afroamericanos, el 0% eran amerindios, el 0.23% eran asiáticos, el 0% eran isleños del Pacífico, el 0% eran de otras razas y el 0% pertenecían a dos o más razas. Del total de la población el 0.23% eran hispanos o latinos de cualquier raza.